# Arpin Lusène
Arpin Lusène, meglio noto come il Cavaliere Nero (The Black Knight) è un personaggio dei fumetti Disney creato da Don Rosa nel 1998 come avversario di Paperon de' Paperoni, nella storia Zio Paperone e il cavaliere nero (Uncle Scrooge - The Black Knight).
È un playboy francese, la cui identità segreta è quella del ladro più famoso del mondo, parodia di Arsenio Lupin (di cui il nome è una contrepèterie), personaggio di Maurice Leblanc.
Nell'avventura d'esordio Arpin Lusène riesce a rubare da una cassaforte di Zio Paperone il pericoloso solvente universale, che cerca di utilizzare, cospargendolo su un'armatura preventivamente ricoperta di polvere di diamante, per entrare nel deposito del magnate e - visto che non può portarseli via - dissolvere tutti i suoi soldi.
Si ha un suo cameo nella storia Zio Paperone all'attaaaaacco! (2000) dove Paperone ferma tempestivamente un suo nuovo tentativo di derubarlo, impedendogli di farsi pubblicità (il vecchio papero infatti possiede tutte le reti TV e radio di Paperopoli) e inducendolo così a rinunciare, in seguito viene poi coinvolto dalle innumerevoli esplosioni causate durante gli avvenimenti della storia, uscendone malconcio.
La sua ultima apparizione è in Zio Paperone - Il Cavaliere Nero colpisce ancora (Uncle Scrooge - The Black Knight Glorps Again, 2004), dove viene impegnato nel tentativo prima di rubare nuovamente l'armatura ricoperta dal solvente universale e poi riattaccare ancora le ricchezze del papero.